# Inxokvari
 (mai 2013).
Si vous disposez d'ouvrages ou d'articles de référence ou si vous connaissez des sites web de qualité traitant du thème abordé ici, merci de compléter l'article en donnant les références utiles à sa vérifiabilité et en les liant à la section « Notes et références ».
L'inxokvari (en langue locale : i'qqo) est une langue caucasienne du nord-est (famille des langues nakho-daghestaniennes), du groupe avar-andi-dido, du sous-groupe dido occidental.
Autrefois considérée comme un dialecte du khvarshi, avec qui elle partage beaucoup de traits communs, elle en diffère par sa phonétique et son vocabulaire au point de la rendre incompréhensible au peuples voisins. Selon les linguistes, la similitude entre les deux idiomes serait de 91 %, ce qui est plus que suffisant pour que l'inxokvari ait son statut de langue à part entière.
L'inxokvari est une langue orale utilisée exclusivement dans un contexte familial, sans écriture. Pourtant ils réussissent à conserver tant bien que mal leur langue et leur culture, du fait qu'ils ont toujours vécu à l'écart, dans des villages de montagne assez isolés.
Les enfants inxokvaris, tout comme leurs voisins, sont enseignés durant les cinq premières années en avar et ensuite en russe.
Il est difficile de connaître le nombre de locuteurs d'inxokvari mais il devrait se situer autour de 700 contre 400 khvarshi.

## Variations dialectales
L'inxokvari possède trois parlers :
- le xvaini (parlé dans un seul village)
- le kvantlyada (parlé dans deux villages)
- l'inxokvari proprement dit

## Exemple de vocabulaire
| mot      | inxokvari | khvarshi |
| -------- | --------- | -------- |
| taureau  | buġa      | boju     |
| vache    | zie       | ziġi     |
| cheval   | soro      | sajro    |
| renard   | zor       | zaru     |
| araignée | boceru    | zabarala |
| abeille  | por       | par      |